# 若山美子
若山 美子（わかやま よしこ、1940年〈昭和15年〉5月19日 - 1973年〈昭和48年〉8月3日）は、日本の登山家、彫刻家。1967年（昭和42年）に今井通子と共に、アルプス山脈三大北壁の一つであるマッターホルンの北壁へ、世界初の女性だけのパーティでの登攀を果たした。卓越した登攀技術の持主として将来を期待されていたものの、新婚旅行を兼ねたマッターホルン登山で、夫と共に滑落死した。登山小説『銀嶺の人』のモデルの1人。「若山」は旧姓で、結婚後の本名は「岡本 美子」。満州里市出身。

## 経歴

### 登山家となるまで
満洲国に渡って水産会社を興した父のもとに誕生。父の事業成功により家は裕福であったが、終戦直前の1945年（昭和20年）7月に父が召集され、翌月にはソ連軍の侵攻に遭い、逃避行の生活を強いられた。
翌1946年（昭和21年）10月に帰国。1948年（昭和23年）に父が帰国し、長崎県で水産加工会社を始めたことで一時的に生活が安定したものの、後に倒産。1958年（昭和33年）に新天地を求め、一家で神奈川県藤沢市へ転居した。藤沢では、若山は父の事業失敗から大学進学を断念し、資生堂に就職した。

### 登山の開始
若山は就職後、社の山岳部に所属した。不慣れな地で友人がいなかったことや、内気で人見知りの強い性格もあり、山の美しさ、登山の面白さに魅了された。丹沢山をはじめ、谷川岳、日本アルプスを踏破。次第にロッククライミングに傾倒し、才能が開花した。
登山の時間を確保するため、資生堂を退職。鎌倉彫を習い始め、持前の器用さでたちまち腕を上げた。登山で見た雲のデザインを彫刻に取り入れるなど、独自のセンスも好評を得た。趣味の範疇を越え、師の受注品を請け負うようになり、その収入は貴重な登山費用となった。
後に山岳会を通じて新進登山家の新倉寿行と知り合い、新倉の誘いにより加藤滝男（加藤保男の兄）の設立した山岳会「ジャパン・エキスパート・クライマーズ・クラブ」(JECC)に参加。加藤の指導のもとで本格的な登山を始め、谷川岳や穂高岳などで訓練を積んだ。1965年（昭和40年）には屏風東稜四峰松高、右岩稜Dフェース屏風鵬翔の連続登攀を果たした。
折しも当時の日本は高度経済成長の最中であり、1956年（昭和31年）の槇有恒らによるマナスル登頂の成功もあり、登山ブームが巻き起こる時代であった。

### マッターホルンへの挑戦
1967年、JECC中心人物の1人である今井通子が女性だけの「東京女子医大隊」を企画すると、若山もその企画に刺激されて隊に参加し、念願の女性のみでのマッターホルン登攀に挑むこととなった。
6月23日に今井らと共に横浜港を発ち、7月1日にジュネーブに到着。オーバーグレッチャーでのトレーニングを経て、マッターホルンでは今井とトップを交代しつつ氷壁を42時間かけて登り、7月19日、マッターホルン北壁の4477.5メートルの頂上に到達した。その後もモンテ・ローザやモンブランなどに登頂し、9月14日に帰国した。
この若山と今井の快挙は、日本国内外で大きく報道された。しかし若山はその寡黙な性格、および登頂自体が目的であったことから、取材攻勢に次第に疲弊した。当時の若山の手記には、帰国時の新聞記者やテレビ局の取材攻めにあったことが「いやなことだ」と書かれている。またマスコミの中には、女性2人での登頂にトラブルや不満がなかったか詮索する者、さらには若山の寡黙さを今井との不和にこじつけようとする者もいた。
この取材攻勢は、若山の家族にも及んでいた。若山の母が娘に宛てた手紙には、23時頃から新聞社や雑誌社の電話の対応に追われ、深夜1時頃まで眠れなかったとある。

### 快挙の後〜最期
取材攻勢への嫌悪から、若山は次第にロッククライミングから遠ざかった。それまでの登山仲間やJECCからも、距離を置くようになった。その後も、今井が登山家として目覚ましく活躍する一方で、若山の山行記録などには、「大勢で行くのはどうも苦手だ」「一緒に行く人が欲しい」「自分の引っ込み思案がいやになる」などと書かれている。
1969年（昭和44年）、田部井淳子らと共に「女子登攀クラブ」を設立し、世界最高峰エベレストへの女性だけによる登山を計画した。1973年、当時所属していた藤沢の山岳会「ブロッケン山の会」のリーダー、4歳年下の岡本昭二に求婚され、結婚。谷川岳での祝賀会では100人近い登山仲間に祝福を受けた。しかし同年の新婚旅行でマッターホルンを登頂中、リオンヌ陵の3600メートル付近で足を滑らせ、夫とザイルに繋がれたまま滑落死した。満33歳没。
夫妻の遺体は奇跡的に、美しいままで寄り添うようだったと伝えられる。遺体はヘリコプターで地元警察に収容され、トリノで荼毘に付された。厳格だった若山の父親は、娘の遺骨を抱いて「俺は美子が生まれてから、初めてこの子を抱いた」と声を詰まらせた。墓碑は静岡県の冨士霊園にある。

## 没後
田部井は1975年（昭和50年）に女性初のエベレスト登頂を果たし、夢半ばで死去した若山の写真を山頂に埋めた。
同1975年に小説家の新田次郎が、若山と今井をモデルとした登山小説『銀嶺の人』を刊行した。新田は当初、今井1人だけをモデルにする予定であったが、若山の存在に惹かれ、主人公を2人に変更したという逸話がある。
若山が今井と共にマッターホルン北壁の登頂を果たした7月19日は、後に2人の快挙を記念して「北壁の日」に制定された（7月19日#記念日・年中行事も参照）。

## 評価
若山の登攀技術は、JECCでの活動時から、女性登山家として群を抜くものと評価されていた。その実力を知る登山家は、誰もがザイルを共に組みたがっており、多くの若い登山家の尊敬を集めていた。
没後は、存命であれば女性登山史を塗り替えたはずの実力者と、その死が惜しまれた。今井も後に山岳雑誌『山と溪谷』の田部井との対談企画で、若山を「彼女は天才クライマーだったんですよ。技術は抜群だったし、寒さこらえが強い人で」「パートナーとしては最高のひとでしたね」と評している。